# British Information Centre Die Brücke
British Information Centres wurden seit März 1946 in den meisten Städten der Britischen Besatzungszone in Deutschland mit mehr als 50.000 Einwohnern eingerichtet. Diese Einrichtungen trugen zumeist den Beinamen Die Brücke.
Das erste British Information Centre wurde im März 1946 im britischen Sektor Berlins eröffnet. Bis zum September 1947 stieg die Zahl der Centres auf 64. Es gab sie damals in allen Ländern der britischen Besatzungszone, also in Nordrhein-Westfalen, Niedersachsen, Hamburg und Schleswig-Holstein. 1949 gründeten die Briten in Bremen, 1950 in Frankfurt am Main je ein British Information Centre; beide Städte liegen in der ehemaligen amerikanischen Besatzungszone. Die Centres wurden vom Britischen Schatzamt finanziert.

## Zweck bzw. „Idee“ der Institution
Den Namen Die Brücke erklärte anlässlich der Eröffnung des ersten British Information Centres der Brigadier Hinde folgendermaßen:
„For the whole of this organisation the British authorities have chosen the name ‚Die Brücke‘. A title which in itself explains the object of the organisation. At this end of the Brücke stands the German population. At the other stands the great world, which Germany has been cut off for so long.“

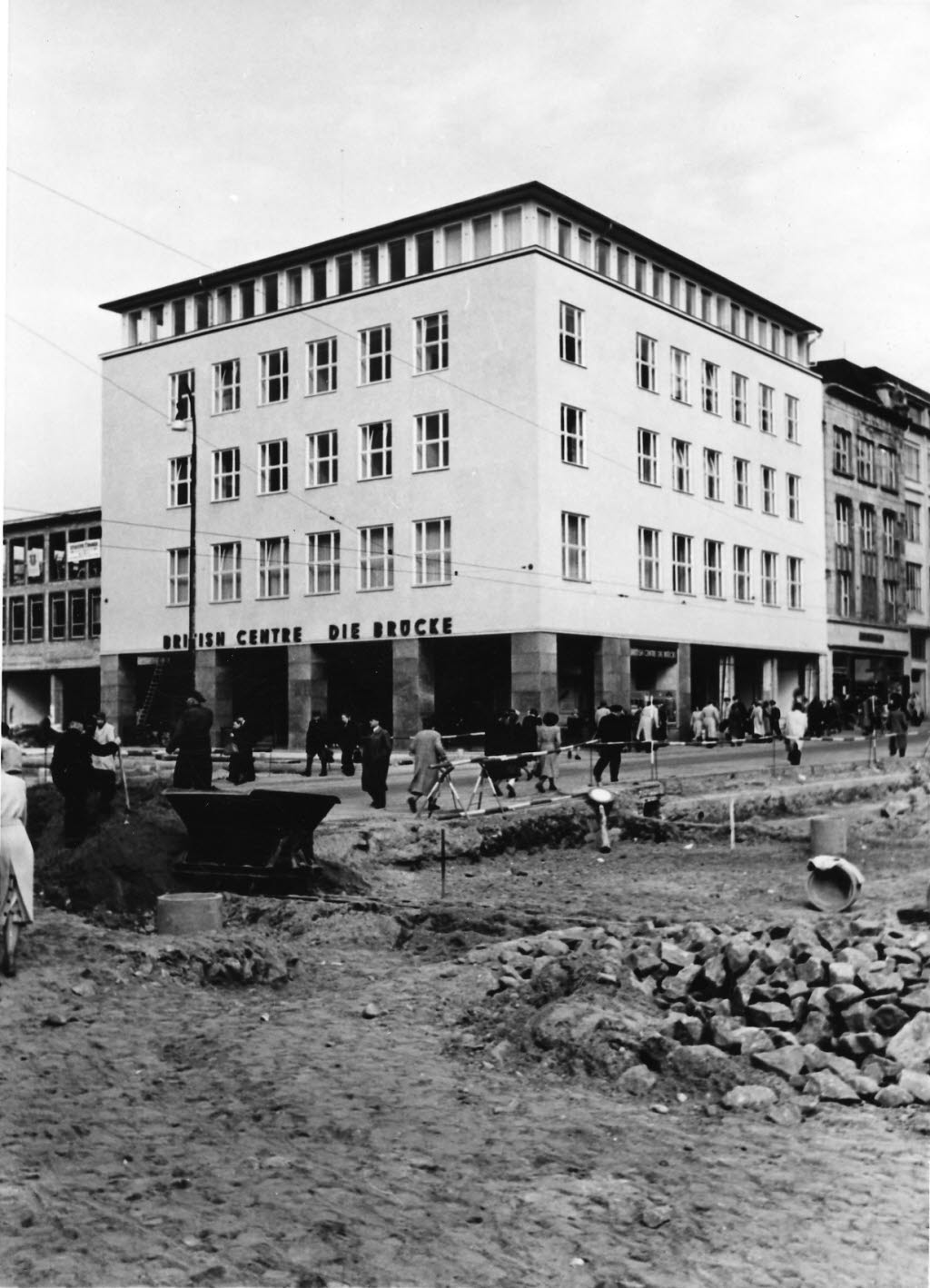
British Centre Die Brücke in Kiel (1950)

Eine deutsche Journalistin fasste im Oktober 1946 das Angebot der britischen Kulturpolitik in Hamburg unter den folgenden Kategorien zusammen: „Deutsche und englische Broschüren zu Fragen der Wirtschaft und Politik, über geistige und sittliche Probleme des heutigen Deutschland und der Welt. Englische Schriften über Deutschland. Andere Länder im Spiegel der englischen Meinung. Die Judenfrage, Schriften deutscher Emigranten. Englische und deutsche Zeitschriften und Zeitungen.“ Zweck der British Information Centres war es, die Politik der „reeducation“ (in der britischen Zone auch als „reconstruction“ bezeichnet) zu unterstützen. In gut beheizten Räumen stellten die Briten Zeitungen und Zeitschriften unterschiedlicher politischer Richtungen des In- und Auslandes bereit, „um dem deutschen Volk in objektiver Weise Nachrichten aus der ganzen Welt zu vermitteln und die Probleme, denen Deutschland gegenübersteht, zu veranschaulichen.“
Je mehr allerdings die Westintegration der Deutschen in den drei westlichen Zonen und in der Bundesrepublik Deutschland voranschritt, desto mehr wurden die BICs zu Institutionen des kulturellen Austauschs, der Information und des interkulturellen Lernens.

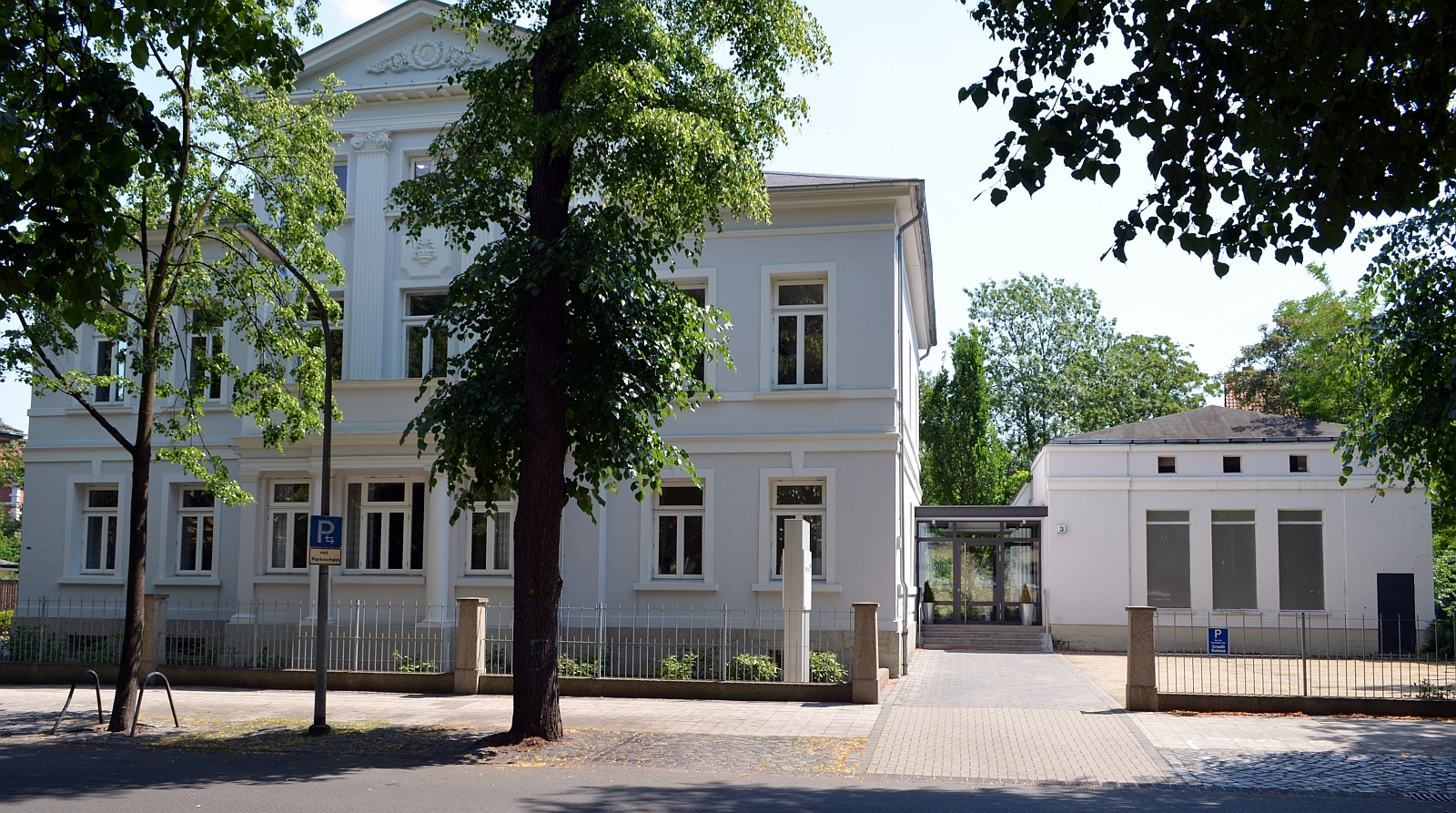
2007 verkauftes Gebäude des nicht mehr existenten städtischen Kulturzentrums „Die Brücke“ in Braunschweig

Rückblickend brachte der Vorsitzende der Braunschweiger SPD-Ratsfraktion 2007 die „Idee der Brücke“, wie sie sich bis zum ersten Jahrzehnt des 21. Jahrhunderts weiterentwickelt hatte, mit den Worten auf den Punkt: „Die Brücke“ sei ein „Ort kultureller Kommunikation“ gewesen, „an dem sowohl der Dialog zwischen den Generationen als auch die Kultur der unterschiedlichen Nationen, Regionen und ethnischen Gruppen gepflegt“ worden seien.

## Ausstattung der „BICs“
Zentren der „Kategorie A“ sollten einen Leseraum, eine Bücherei, je einen Raum für „Weltnachrichten“ und einen Raum für „Nachrichten aus Deutschland“, einen Raum zur Demonstration des „Way of Life“ in Großbritannien und in den Dominions, einen Raum oder mehrere Räume für Ausstellungen sowie ein Filmstudio enthalten. In Zentren der „Kategorie B“ fehlten die Bücherei, Ausstellungsräume sowie das Filmstudio. Zentren der „Kategorie C“ verfügten nur über einen Leseraum. Aufgrund der schwierigen räumlichen Verhältnisse im zerstörten Deutschland gelang es bis Herbst 1946 nur in Berlin und in Hamburg, Zentren der „Kategorie A“ zu errichten.
Für die Versorgung der BICs waren „Public Relations / Informations Services Control Groups (PR/ISC)“ zuständig, die die Centres von Bünde aus belieferten.

## Geschichte der „BICs“ in Deutschland
In der Zeit vor der Währungsreform im Westen Deutschlands erwiesen sich die British Information Centres als Erfolgsmodell. So wurde allein das Hamburger BIC bis Februar 1948 von 273.000 Menschen besucht. Die Zahl der Besucher betrug in Essen und Bonn zeitweise mehr als 1.000 pro Tag.
Nach der Währungsreform ging die Zahl der British Information Centres zurück, da deren Finanzierung als starke Belastung des britischen Etats empfunden wurde, zumal die westdeutsche Wirtschaft sich in den 1950er Jahren schneller erholte als die britische. 1950 gab es 50 BICs, 1953 hingegen nur noch 20, von denen 16 von deutschen Stellen kofinanziert wurden. Der Bedeutungsverlust vieler BICs lässt sich auch dadurch erklären, dass die Centres in stark vom Bombenkrieg zerstörten Städten anfangs ein Monopol im Hinblick auf die Möglichkeit hatten, öffentliche Lesungen und Aufführungen zu veranstalten, das im Zuge des Wiederaufbaus einer entsprechenden, von deutschen Stellen organisierten Infrastruktur verloren ging. Dies traf z. B. auf Dortmund zu. Auch das Bibliothekswesen in zerbombten Städten wurde durch die Briten gefördert: So verlor die Stadtbibliothek Gelsenkirchen 1945 durch Bombenschäden den größten Teil ihres zuvor 40.000 Bücher umfassenden Bestandes. Zu Beginn der Nachkriegszeit waren davon noch 2.500 Bücher ausleihbar. Nach Integration der BIC-Bestände im Jahr 1951 betrug die Zahl der Bücher der Stadtbibliothek Gelsenkirchen über 30.000.
Die Grundidee, vor allem junge Deutsche im Geiste der Völkerverständigung und Toleranz gegenüber Angehörigen anderer Ethnien und Religionen zu erziehen und ihnen fremdsprachliche und landeskundliche Kenntnisse zu vermitteln, wurde an vielen Orten von Nachfolgeorganisationen der „Brücke“ aufgegriffen:

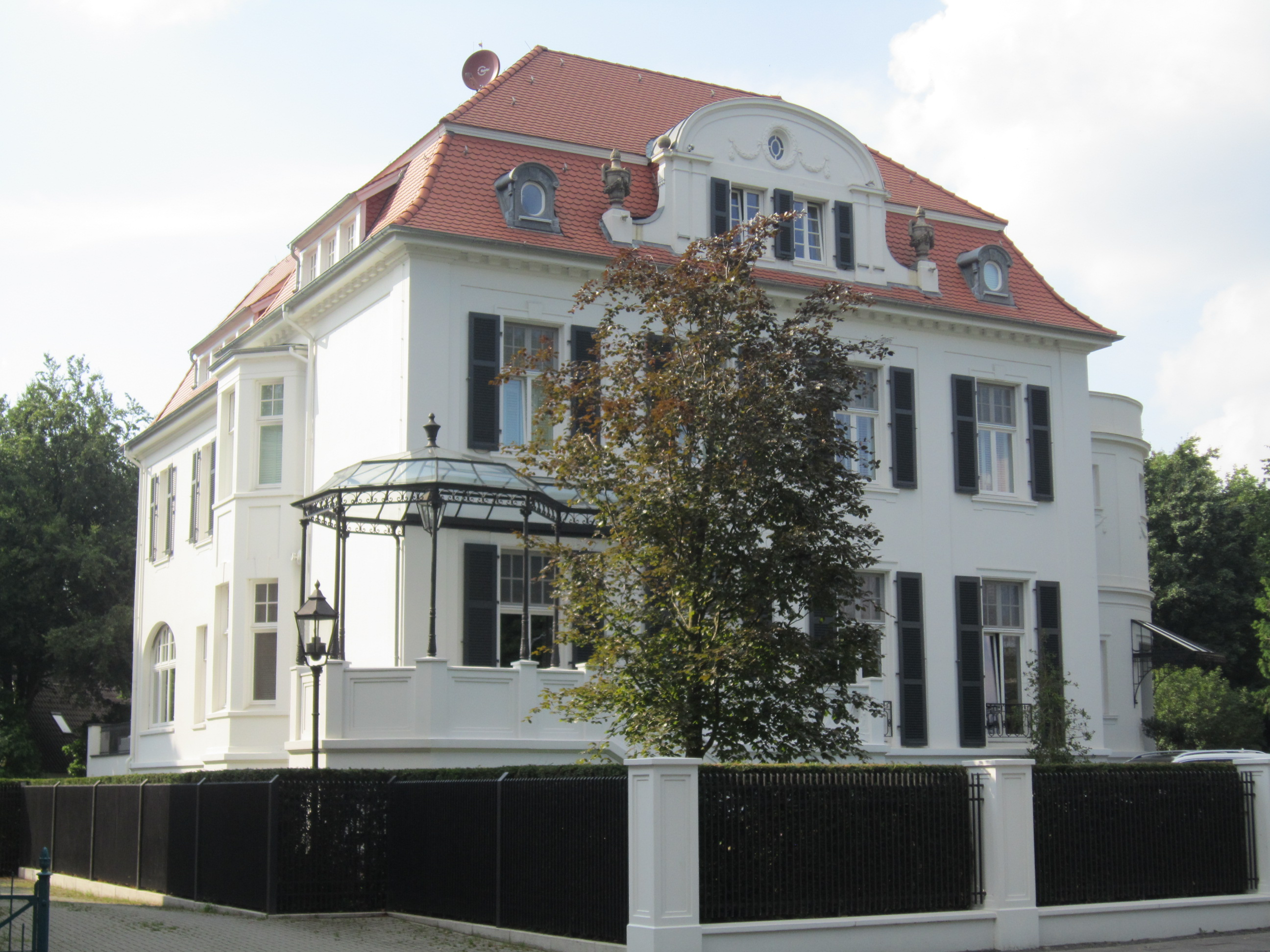
Villa des britischen Stadtkommandanten, des BIC und der „Brücke der Nationen“ (bis 1991) in Oldenburg

In Oldenburg (Oldenburg) entwickelte sich aus dem BIC zunächst (1953) das „Anglo-German Centre Die Brücke“. 1956 stiegen die Briten weitgehend aus der Finanzierung der Institution aus, aus der das städtische Kulturzentrum Brücke der Nationen wurde. Haupt-Frequenzbringer dieser Einrichtung war die Stadtbibliothek, mit der Die Brücke organisatorisch verschmolzen wurde. Die Oldenburger Stadtbibliothek trägt noch heute den Beinamen Brücke der Nationen. Auch in anderen Orten lebt das lokale ehemalige BIC in Form von Buchbeständen weiter, die auf Kosten der ehemaligen britischen Besatzungsmacht angeschafft wurden. In Osnabrück und in Braunschweig wurden z. B. fremdsprachliche Bücher, die von den Briten angeschafft worden waren, an einem Aufstellort konzentriert, an dem die fremdsprachliche Abteilung der jeweiligen Stadtbibliothek untergebracht war (unter Beibehaltung des Namens Brücke).
Nicht nur städtische Bibliotheken, sondern auch lokale Volkshochschulen wurden von den BICs gefördert, z. B. in Oberhausen. Diesen Vorgang beschreibt Hilmar Hoffmann, der spätere Initiator der Oberhausener Kurzfilmtage, der mit 24 Jahren Leiter der Oberhausener Brücke wurde. Allerdings gab es auch Volkshochschulen in den drei westlichen Besatzungszonen, die sich von 1945 an als von der zuständigen Besatzungsmacht unabhängige Institutionen zu etablieren versuchten, so dass die Frage, inwiefern das „Brücke“-Erbe in der jeweiligen lokalen Volkshochschule (gut) „aufgehoben“ sei, von Ort zu Ort verschieden beantwortet werden muss.
Ein weiterer Entwicklungspfad bestand in der Förderung sozialer Initiativen, exemplarisch erkennbar an der Geschichte der Brücke in Recklinghausen. Dort trägt Die Brücke heute das Attribut: „Institut für internationale Kontakte und Integration“. Die städtische Einrichtung ist in Recklinghausen für die Pflege von Städtepartnerschaften und die Integrationsarbeit mit Migranten zuständig.
In der Universitätsstadt Münster werden seit 1956 von der lokalen Brücke ausländische Studierende betreut.

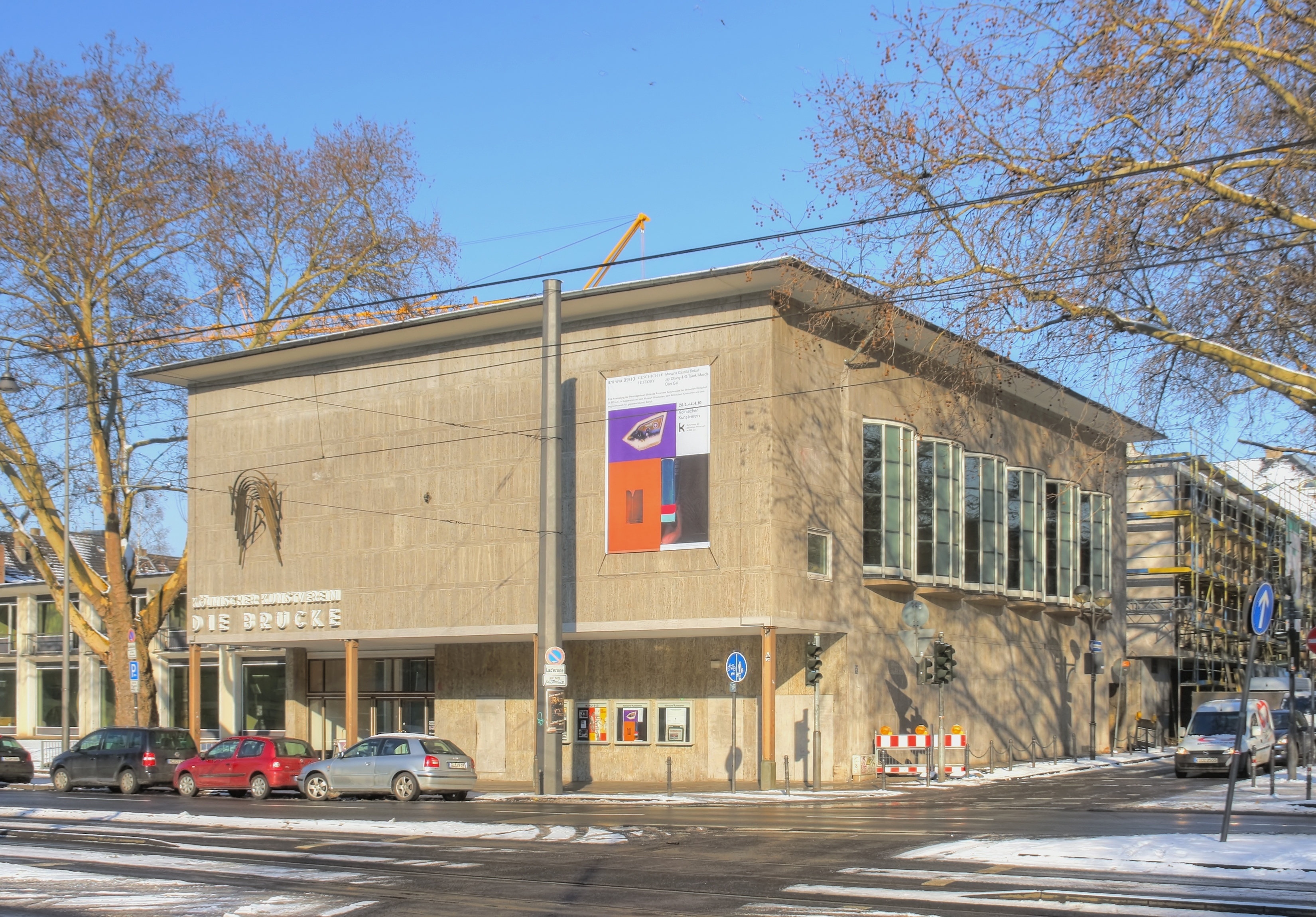
„Die Brücke“ – Haus des Kölnischen Kunstvereins

In Düsseldorf wurde die Brücke samt „International English Library Düsseldorf“ und „Internationalem Bildungszentrum“ im Carsch-Haus untergebracht. Dort wurde am 18. März 1949 auf Initiative von Lilo Milchsack und ihrer Mitstreiter Theo Albeck, Anne Franken, Prof. Haas, Prof. Emil Lehnartz, Georg Muche und Dietrich Stein die Gesellschaft für kulturellen Austausch mit England e. V. gegründet, aus der 1951 die Deutsch-Englische Gesellschaft, die heutige Deutsch-Britische Gesellschaft, hervorging.
Die Brücke ist in Köln der Name eines 1950 von den Briten als Kulturzentrum errichteten Gebäudes an der Hahnenstraße. Heute residiert in den Räumen der Brücke der Kölnische Kunstverein.

## Zeitung „Die Brücke“ / „Englische Rundschau“
In den British Information Centres lag eine Zeitung namens Die Brücke aus, in der in deutscher Übersetzung Artikel englischsprachiger Druckmedien, aber auch eigens für die Zeitung verfasste Artikel veröffentlicht wurden. Der Name der Zeitung wurde 1951 in Englische Rundschau abgeändert.